# Richard Cleve
Richard Erwin Cleve est un professeur d'informatique canadien.

## Biographie
Richard Cleve a obtenu sa licence de mathématiques et sa maîtrise de mathématiques à l'université de Waterloo et son Ph.D. en 1989 à l'Université de Toronto sous la direction de Charles Rackoff avec une thèse intitulée « Methodologies for Designing Block Ciphers and Cryptographic Protocols ». 
Il est professeur d'informatique à la David R. Cheriton School of Computer Science de l'Université de Waterloo, où il est titulaire de la chaire d'informatique quantique de l'Institute for Quantum Computing, et membre associé de l'Institut Périmètre de physique théorique.

## Travaux de recherche
Il est auteur et coauteur de plusieurs articles sur l'information quantique,,, et est l'un des créateurs du domaine de la complexité de la communication quantique,. 
Richard Cleve est l'un des rédacteurs en chef fondateurs de la revue Quantum Information & Computation et un membre fondateur du programme de traitement de l'information quantique à l'Institut canadien de recherches avancées ; il est également un chef d'équipe chez QuantumWorks.
Il est récipiendaire du prix CAP-CRM 2008 de physique théorique et mathématique, décerné pour « des résultats fondamentaux en théorie de l'information quantique, notamment la structure des algorithmes quantiques et les fondements de la complexité de la communication quantique » .